# بيلي جو
بيلي جو (بالإنجليزية: Billy Joe)‏ هو لاعب كرة قدم أمريكية أمريكي، ولد في 14 أكتوبر 1940 في أينور في الولايات المتحدة.

## وصلات خارجية
- بيلي جو على موقع مرجع كرة القدم المحترفة.كوم (الإنجليزية)